# Ягодно-Полянский кантон
Ягодно-Полянский кантон — административно-территориальная единица АССР немцев Поволжья, существовавшая в 1932—1935 годах. 
Административный центр — село Ягодная Поляна.
1 апреля 1932 года ВЦИК постановил «перечислить по Нижне-волжскому краю Ягодно-полянский район в существующих границах в состав АССР Немцев Поволжья».
Ягодно-Полянский кантон представлял собой анклав, включавший в себя три немецких села — Ягодная Поляна (Бееренфельд), Скатовка (Ней-Штрауб) и Побочная (Небендорф), а также несколько небольших населенных пунктов. Кантон располагался за пределами АССР немцев Поволжья в 50 километрах к северо-западу от Саратова.
В феврале 1935 года кантон был упразднён, а его территория передана Саратовскому краю и вошла в состав Вязовского района.